# 新界區專線小巴111線
新界區專線小巴111線是由冠榮車行（馬亞木）旗下的人人好汽車有限公司營辦的一條綠色專線小巴路線，由將軍澳寶林往來新蒲崗（康強街）。

## 歷史
長期以來，寶林及將軍澳西區的居民都非常希望開辦一條往來新蒲崗一帶的小巴路線，可是運輸署一直以該區已有93K及95途經新蒲崗外圍而拒絕開辦。但當港鐵將軍澳線通車後，運輸署又改變立場，並主動提出開辦本路線，結果由馬亞木投得，由同一營辦商的102系列因港鐵將軍澳線通車而縮減班次抽調部份車輛行走本線。
- 2002年5月3日：政府公開招標6組共7條專綫小巴新路線，此線為其中之一。[3]
- 2002年9月9日：投入服務。
- 2011年3月6日：調整票價，全程收費由$7.4加至$7.7。[4]
- 2011年9月18日：來回程繞經九龍灣工業區。[5]
  - 往新蒲崗（康強街）方向：駛至觀塘繞道後，改經宏照道、常悅道、宏光道、宏展街、展貿徑、啟祥道、支路、啟祥道後返回原有路線。
  - 往寶林方向：駛至啟祥道後，改經宏光道、常悅道、常怡道、宏照道、觀塘繞道後返回原有路線。
- 2012年10月28日：調整票價，全程收費由$7.7加至$8.1。[6]
- 2015年2月14日：調整票價，全程收費由$8.1加至$8.9。[7]
- 2017年12月27日：調整票價，全程收費由$8.9加至$9.6。[8]

## 使用車輛
Template:人人好專線小巴用車列表

## 行車路線
| 寶林開   | 寶林開                   | 寶林開             | 新蒲崗開 | 新蒲崗開           | 新蒲崗開 |
| 序號     | 車站名稱                 | 位置               | 序號     | 車站名稱           | 位置     |
| -------- | ------------------------ | ------------------ | -------- | ------------------ | -------- |
| 1        | 寶林小巴總站             | 寶林公共運輸交匯處 | 1        | 康強街小巴總站     | 康強街   |
| 2        | 欣明苑                   | 寶琳北路           | 2        | 康強街休憩花園     | 康強街   |
| 3        | 英明苑                   | 寶琳北路           | 3        | 新蒲崗廣場         | 康強街   |
| 4        | 寶林邨寶仁樓             | 寶琳北路           | 4        | 錦榮街             | 康強街   |
| 5        | 翠林邨                   | 寶琳北路           | 5        | 香港考試及評核局   | 爵祿街   |
| 6        | 康盛花園                 | 寶琳北路           | 6        | 嗇色園主辦可立中學 | 爵祿街   |
| 7        | 茅湖仔                   | 寶琳北路           | 7        | 啟德花園           | 彩虹道   |
| 8        | 馬游塘村                 | 寶琳路             | 8        | 黃大仙警署         | 彩虹道   |
| 9        | 寶達邨                   | 寶琳路             | 9        | 華懋工業大廈       | 彩虹道   |
| 10       | 秀茂坪邨秀暉樓           | 秀茂坪道           | 10       | 柏盛大廈           | 彩虹道   |
| 觀塘繞道 | 觀塘繞道                 | 觀塘繞道           | 11       | 四美街             | 彩虹道   |
| 11       | 國際交易中心             | 宏照道             | 12       | 采頤花園           | 彩虹道   |
| 12       | 企業廣場一期             | 常悅道             | 13       | 彩虹邨碧海樓       | 彩虹通道 |
| 13       | 九龍灣國際展貿中心       | 展貿徑             | 14       | 彩虹邨金碧樓       | 彩虹通道 |
| 14       | 信和工商中心             | 啟祥道             | 15       | 彩虹交匯處(坪石邨) | 太子道東 |
| 15       | 香港輔助警察隊總部       | 啟祥道             | 16       | 大昌行集團大廈     | 啟祥道   |
| 16       | 彩虹邨紅萼樓             | 龍翔道             | 17       | 香港輔助警察隊總部 | 啟祥道   |
| 17       | 四美街                   | 彩虹道             | 18       | 臨華街遊樂場       | 宏光道   |
| 18       | 柏盛大廈                 | 彩虹道             | 19       | 常怡道             | 常怡道   |
| 19       | 華懋工業大廈             | 彩虹道             | 20       | MegaBox            | 常怡道   |
| 20       | 寶城工業大廈             | 大有街             | 觀塘繞道 | 觀塘繞道           | 觀塘繞道 |
| 21       | 中興工業大廈             | 大有街             | 21       | 秀茂坪南邨         | 秀茂坪道 |
| 22       | 善美工業大廈             | 大有街             | 22       | 秀茂坪邨秀暉樓     | 秀茂坪道 |
| 23       | 佳力工業大廈             | 大有街             | 23       | 寶達邨             | 寶琳路   |
| 24       | 義發工業大廈             | 爵祿街             | 24       | 安達臣道           | 寶琳路   |
| 25       | 協力工業大廈             | 爵祿街             | 25       | 馬游塘村           | 寶琳路   |
| 26       | 康強街小巴總站           | 康強街             | 26       | 茅湖仔             | 寶琳北路 |
|          |                          |                    | 27       | 康盛花園(景嶺書院) | 寶琳北路 |
| 28       | 翠林邨(景明苑)           |                    |          |                    | 寶琳北路 |
| 29       | 寶林消防局               |                    |          |                    | 寶琳北路 |
| 30       | 英明苑                   |                    |          |                    | 寶琳北路 |
| 31       | 將軍澳賽馬會診所(欣明苑) |                    |          |                    | 寶琳北路 |
| 32       | 寶林小巴總站(新都城)     |                    |          |                    | 寶琳北路 |

## 收費
- 全程收費：$9.6
  - 寶達邨往新蒲崗：$7
  - 大昌行集團大廈往寶林：$8.6
  - 秀茂坪邨秀暉樓往寶林：$5.6
  - 康盛花園往寶林：$4.3

（此線所有車輛均接受八達通卡付款；不設找續；若繳付短程分段收費，須通知車長調校八達通機。）

## 服務時間及班次
- 每日寶林開：06:00-00:00，8-15分鐘一班
- 每日新蒲崗開：06:00-00:00，8-15分鐘一班

## 使用狀況
本線是配合地鐵將軍澳線（現稱港鐵將軍澳線）通車，一來為了改善將軍澳交通，二來，由於同一公司的新界區專線小巴102線（坑口往返新蒲崗）在將軍澳線通車前客量極高，故營辦商投入大量車輛，當將軍澳線通車後，客量大減，用車嚴重過剩，為安置多餘車輛而開辦的專線小巴服務，本線與接駁地鐵將軍澳線沒有關係。
本路線主要方便將軍澳寶林、翠林邨、康盛花園及寶達邨居民以特快途徑往來新蒲崗及九龍灣。